# Eau Claire (Michigan)
Pour les articles homonymes, voir Eau Claire.
Eau Claire est un village situé dans le comté de Berrien, dans l'État du Michigan aux États-Unis.
Au recensement de l'an 2000, la population s'élevait à 656 personnes.
Le Bureau du recensement des États-Unis indique pour cette bourgade une superficie de 1,9 km².
La toponymie française d'Eau Claire date de l'époque de la Nouvelle-France, quand les explorateurs français et les coureurs des bois canadiens-français arpentaient cette région septentrionale de la Louisiane française et des Grands Lacs.